# Trixoscelis plebs
Trixoscelis plebs är en tvåvingeart som beskrevs av Axel Leonard Melander 1952. Trixoscelis plebs ingår i släktet Trixoscelis och familjen myllflugor.
Artens utbredningsområde är Kalifornien. Inga underarter finns listade i Catalogue of Life.